# 塩あんびん

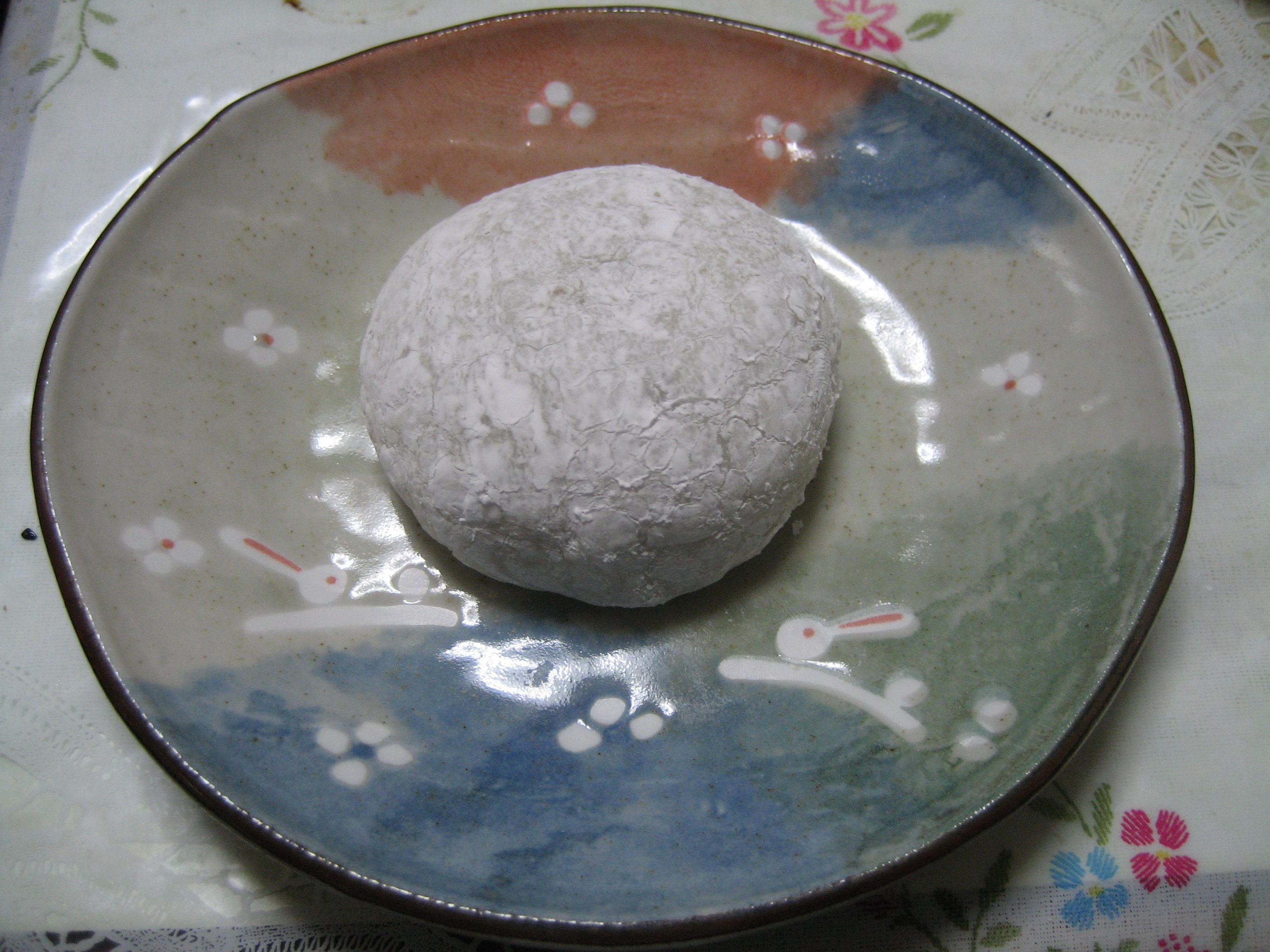
塩あんびん

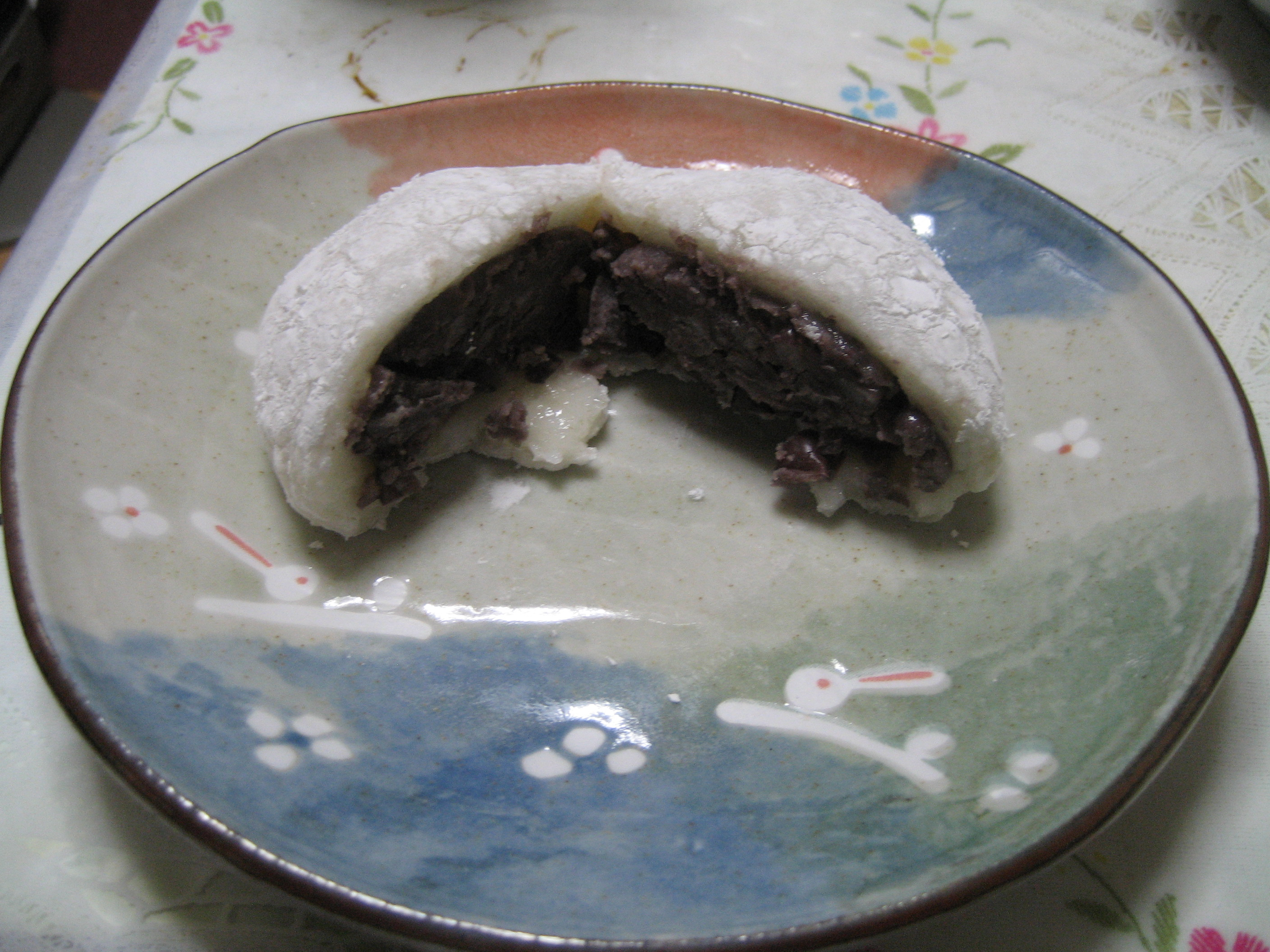
皮を割り、
中の塩あんが見える状態。

塩あんびん（しおあんびん）は、砂糖を用いずに塩で味付けした大福である。「あんびん」の漢字の記載は「塩餅」であり、「あんぴん」と呼ぶこともある。

## 概要
久喜市や加須市、行田市など埼玉県利根地域で古くから食べられ、今日も一部の和菓子屋で販売されている。貧しい農村で砂糖の代用として塩を用いたのがはじまり、という説もある。
下記の通り、様々な味付け及び食べ方が存在し、塩と餡子の風味と対比させて引き立てる食感を味わえる。

## 食べ方
生地に砂糖をつける食べ方が一般的だが、生地を焼いてから砂糖醤油につける食べ方がある。また、雑煮に入れる、醤油の付け焼きにする、両面をフライパンで焼き蜂蜜をかけるなどの食べ方もある。